# Grdanovac
Grdanovac (cyr. Грдановац) – wieś w Bośni i Hercegowinie, w Republice Serbskiej, w gminie Kostajnica. W 2013 roku liczyła 148 mieszkańców.